# World Karate Organization
De NPO World Karate Organization Shinkyokushinkai (WKO Shinkyokushinkai) is een internationale sportfederatie voor Shinkyokushinkai karate.

## Historiek
De organisatie ontstond in 1995 als afsplitsing van de International Karate Organization (IKO). Ze volgt de traditie van Masutatsu Oyama. Huidig voorzitter is Kenji Midori.